# J-Flag
J-Flag, pour Jamaica Forum for Lesbians, All-Sexuals and Gays, est une organisation pour la défense des droits LGBT en Jamaïque.

## Historique
J-Flag est créé le 10 décembre 1998. C'est la première association en Jamaïque à prendre en compte les LGBT.
Elle se donne pour mission de « promouvoir le changement social en valorisant la communauté LGBT jamaïcaine, et en faisant naître la tolérance et l'acceptation de la communauté LGBT par l'ensemble de la société jamaïcaine. »
Dans les années 2000, elle soutient la campagne Stop Murder music, contre les appels au meurtre des LGBT dans la musique jamaïcaine,.
En 2004, son fondateur et président, Brian Williamson est assassiné. Gareth Henry le remplace jusqu'en 2008, où il demande l'asile au Canada en raison de menaces de mort.
En janvier 2013, J-Flag lance la campagne vidéo We Are Jamaicans.